# Mark Acres
Mark Richard Acres (Inglewood, 15 novembre 1962) è un ex cestista statunitense, professionista nella NBA, in Italia, Belgio e Portogallo.

## Carriera
È stato selezionato dai Dallas Mavericks al secondo giro del Draft NBA 1985 (40ª scelta assoluta).

## Palmarès
- McDonald's All-American Game (1981)